# Grad Ter Worm
 Grad TerWorm  (nizozemsko Kasteel Terworm) leži na čudoviti lokaciji v dolini Geleenbeek, blizu nizozemskega mesta Heerlen, v provinci Limburg. Zgrajen je bil okoli leta 1400.  Lastniki so bili pripadniki le dveh plemiških rodbin doslej: rodbina Gitsbach ali Van den Worm in rodbina Cortenbach. Zadnja temeljita obnova gradu se je zaključila 1999 in grad spremenila v visokokakovostni hotel z restavracijo. 

## Zgodovina
Grad je bil zgrajen okoli leta 1400 na posesti v lasti Kölnske nadškofije, ki ga je dajala v fevd  in v njem je živelo več plemiških družin.  Posest je upravljal upravni urad Kölnske korarske komore. Prvotno je bila kvadratna stavba z okroglim in pravokotnim stolpom na sprednji strani, zgrajena okoli obzidanega dvorišča. Prvi znani lastniki gradu Terworm so bili rodbina Gitsbach (prvič omenjena leta 1421), ki je bila tudi lastnica istoimenske posesti Gitsbach. Leta 1476 je bil lastnik gospod Strijthagen, ko je bil grad obzidana zgradba, utrjena z zunanjimi zidovi zunaj jarka. Leta 1498 je grad prešel v posest heerlenskega šerifa Diderika Pallandtskega. Leta 1542 je grad prešel v last družine Van Hallen, ki ga je posodobila grad in gospodarska poslopja. Leta 1550 ga je uničil požar, vendar so ga obnovili v istem slogu. Obnova, ki jo je dokončala družina Wijlre, je bila narejena iz opeke, stavba pa je bila pobarvana belo, da bi prikrila razlike v gradbenih materialih. Grad je ostal v lasti te družine do leta 1738, ko je umrl aachenski kanonik Friderik Viljem baron Wylrejski. Njegova posest je prešla na Filipa Antona Heydenskega pri Belderbuschu.
Leta 1767 je grad obnovil grof Vincent Heydenski-Belderbuschski in vrtove uredil v slogu francoskega rokokoja. Leta 1840 je grad podedovala Antoneta Böselagerska, ki je bila poročena z baronom Otom Napoleonom Loë-d'Imstenraedtom. Po njeni smrti je grad prešel v last barona. Njegova družina je posest razširila z nakupom številnih sosednjih kmetij.
V poznem 19. stoletju sta grad in posest dobila današnjo neogotsko podobo po zaslugi barona Françoisa de Loë (1857-1938), ki ju je predelal v neogotskem slogu po načrtih Lamberta de Fisenna. Vgradili so stopničaste zatrepe in grad zunaj pokrili z opeko. Na južni strani gradu so zgradili stolp s skrinjo in zgradili most med gradom in vrtom. 
Leta 1917 je bilo posestvo prodano rudnikom Oranje Nassau v Heerlenu, ki so ga uporabljali kot poslovno stavbo, v gradu pa je bilo nekaj njihovega osebja. V grajskem posestvu je bil takrat velik zunanji bazen, v katerem so se učili plavati cele generacije Heerlenčanov. Po zaprtju rudnika je vlada predlagala, da bi na posestvu ustanovili velik tematski park, idejo pa so prebivalci Heerlena zavrnili po obsežnem in široko podprtem protestu. V zadnjih desetletjih dvajsetega stoletja je grad močno propadal, dokler ga ni kupila hotelska veriga Van der Valk in ga v letih 1997-1999 obnovila. V letih 2001-2003 je bil tudi vrt prenovljen in povrnjen v nekdanjo slavo. V gradu je zdaj hotel in restavracija.

## Opis gradu
Sedanja stavba je večinoma iz 17. stoletja, ko je bila prvotna utrjena stavba iz 15. stoletja spremenjena v dvorec. Obsega dva trakta v tlorisu v obliki črke T, obdana z jarkom. Glavna stavba je spredaj dostopna preko lapornatega kamnitega mostu iz leta 1843, ki vodi do glavnega vhoda. Med obema krakoma je vogalni stolp, ki je najstarejši del gradu iz 15. stoletja. Prvotno okrogel stolp je bil v 17. stoletju spremenjen v osmerokotni. Zahodni trakt lahko datiramo v leto 1716, južni trakt pa ima na sklepniku letnico 1718. 
Grajski vrt je rekonstrukcija po francoskem rokokojskem vrtu, ki ga je leta 1787 uredil grof Vincent Heydenski-Belderbuschski z vrtnicami, sivko in pušpanom. Vrt je priljubljena poročna lokacija in vstop je brezplačen.

## Galerija slik
- Grad Terworm pri Heerlenu v Limburgu leta 1915
- Grad Ter Worm leta 2011.
- Grad Ter Worm: Pogled na sprednjo fasado in levo stransko fasado dvorca z jarkom in dostopnim mostom.
- Grad Terworm leta 2002.